# Xpeng P7
Xpeng P7 – elektryczny samochód osobowy klasy wyższej produkowany pod chińską marką Xpeng od 2020 roku. Od 2024 roku produkowana jest druga generacja modelu.

## Pierwsza generacja

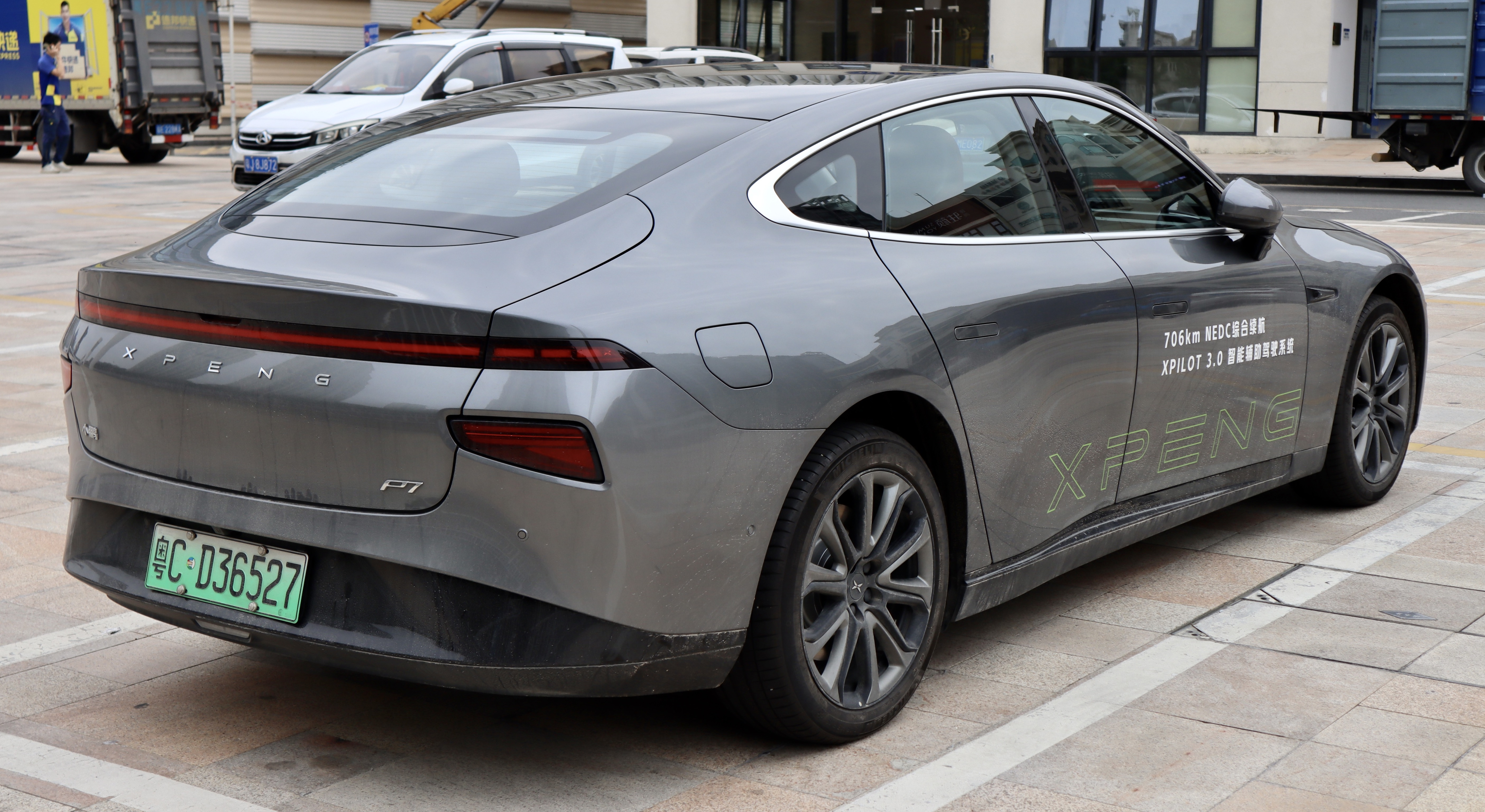
Xpeng P7 I – tył

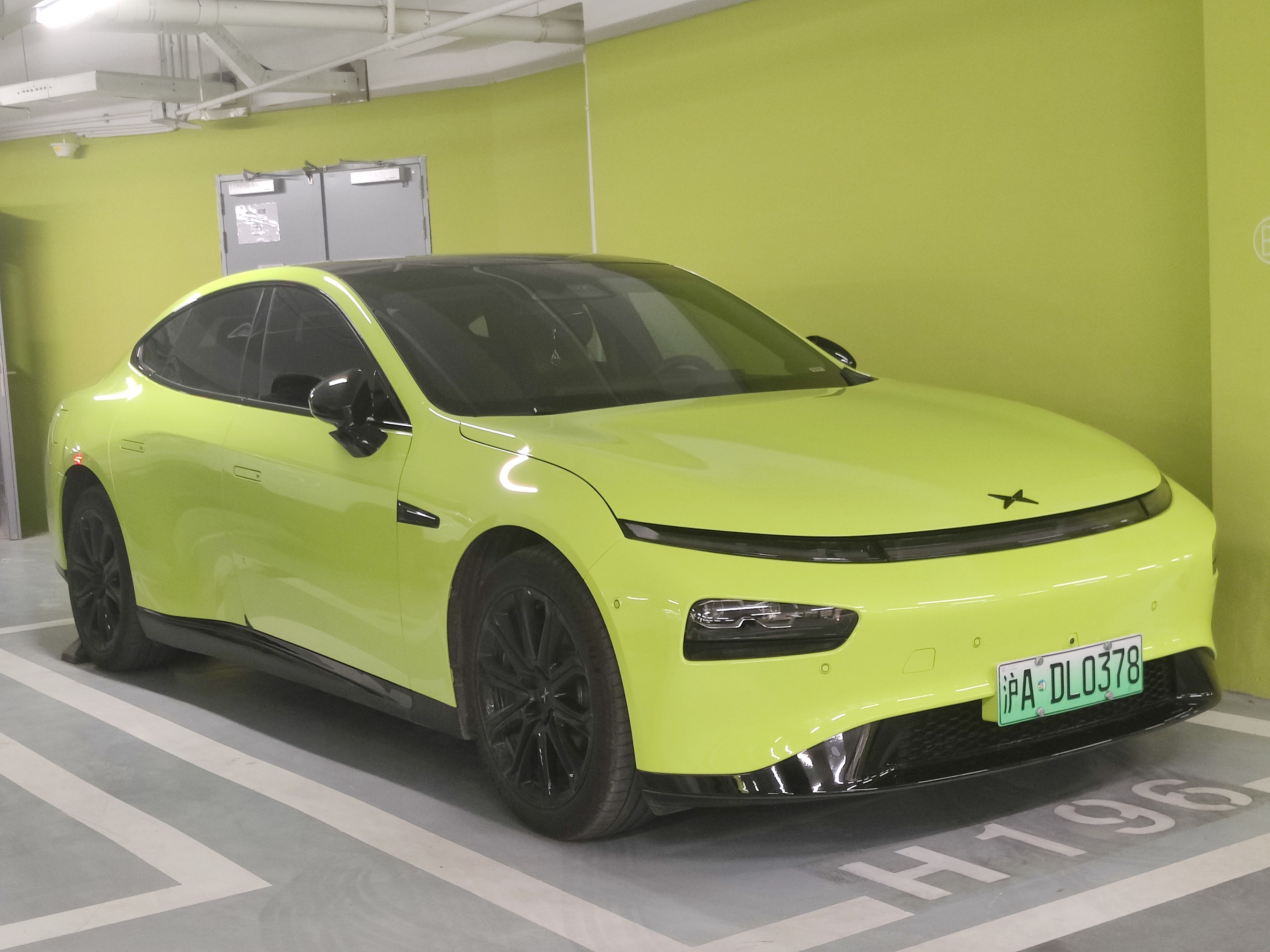
Xpeng P7 I Wing Limited Edition

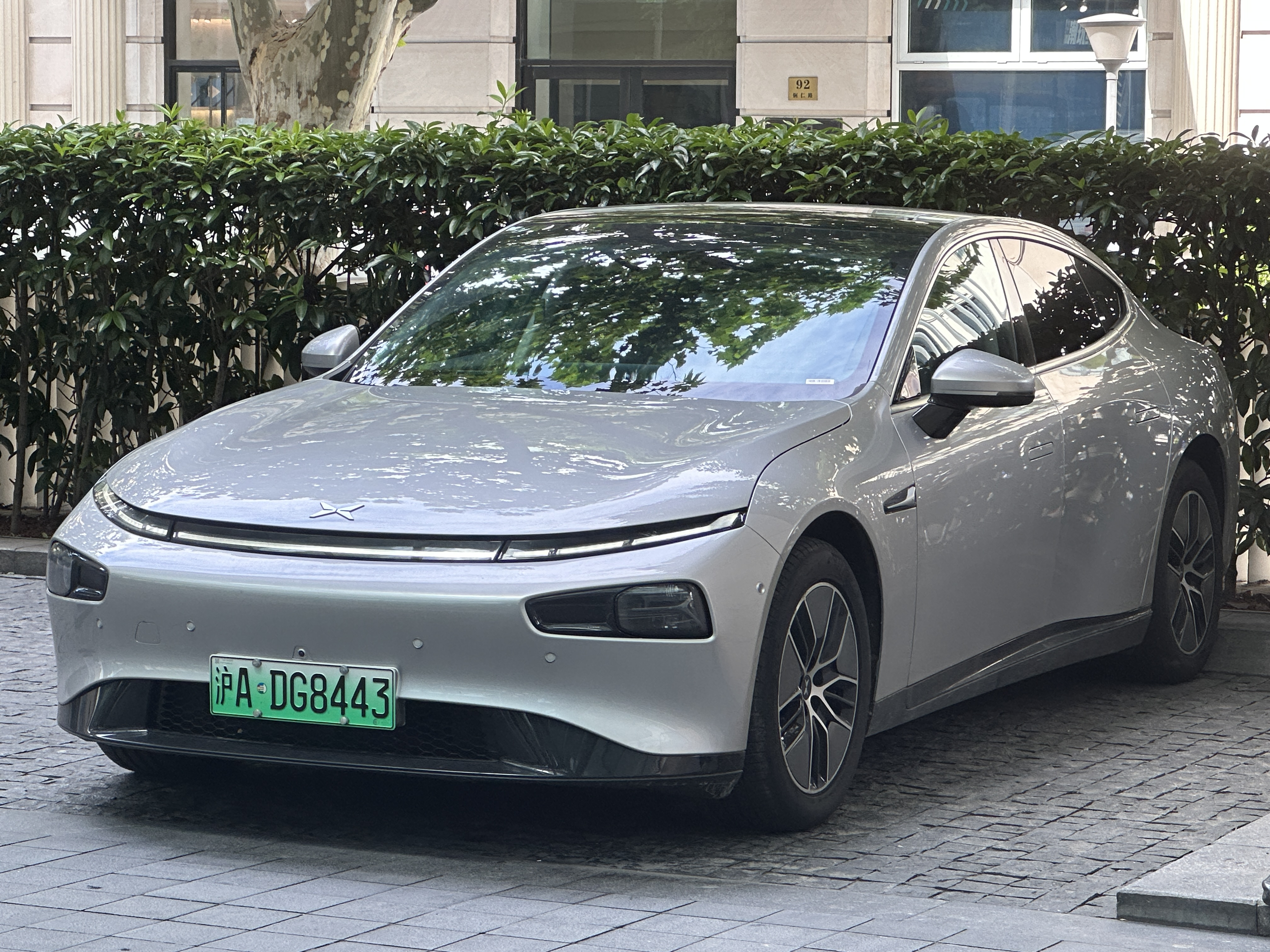
Xpeng P7i po liftingu

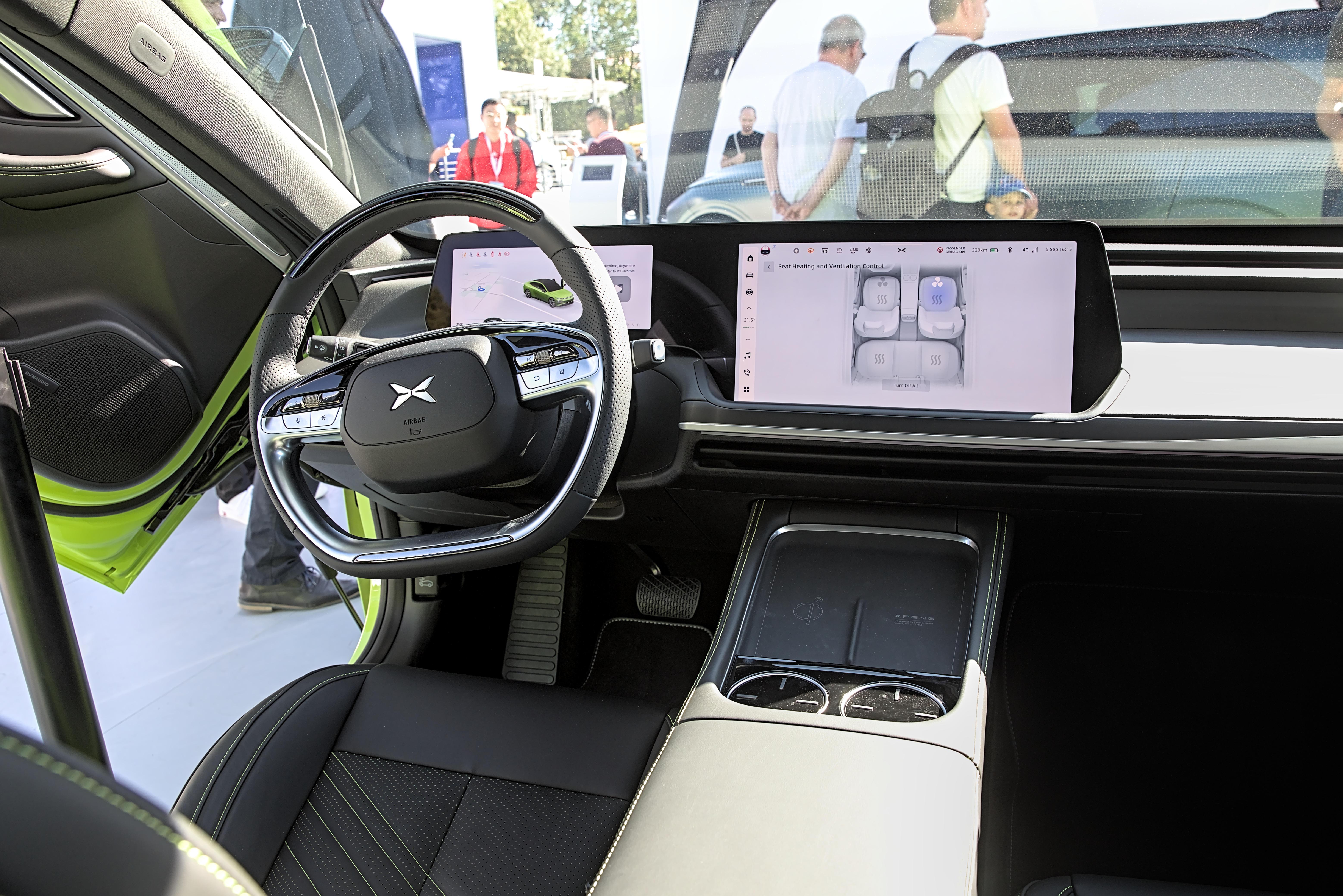
Xpeng P7i - kokpit

Xpeng P7 I został zaprezentowany po raz pierwszy w 2019 roku.
Premiera drugiego modelu chińskiego startupu Xpeng Motors odbyła się podczas Shanghai Auto Show. Xpeng P7 przyjął formę awangardowo stylizowanego sedana klasy wyższej z linią nadwozia w stylu pojazdów typu fastback. Dzięki smukłej linii nadwozia, producent osiągnął sprzyjające aerodynamicznym parametrom właściwości – współczynnik oporu powietrza wynosi 0,236. Zarówno pas przedni, jak i tylny wyróżniają wąski pas oświetlenia biegnący przez całą szerokość pojazdu, a także mniejsze, prostokątne lampy szeroko rozstawione niżej po obu krawędziach pojazdu. Kokpit utrzymany w minimalistycznym wzornictwie dominuje duży, prostokątny, 15-calowy ekran dotykowy pozwalający na sterowanie funkcjami pojazdu wraz z dedykowanym systemem multimedialnym Xpeng.
Kabina pasażerska zachowała z kolei luksusowy charakter, łącząc w wykończeniu aluminium, drewno i skórę Nappa, a także zaawansowany system nagłośnieniowy marki Dynaudio. Xpeng P7 jest ponadto wyposażony w rozbudowane systemy wspomagające kierowcę, na czele z funkcją autonomicznej jazdy trzeciego poziomu. Deskę rozdzielczą zdominowały dwa, zespolone jedną taflą szkła, ekrany tworzące kolejno cyfrowe zegary oraz centrum systemu multimedialnego. Pierwszy wyróżnił się przekątną 10,25 cala, z kolei drugi, większy, zyskał powierzchnię 14,96 cala. Samochód wyposażono w obsługę głosową, a także rozbudowany interfejs wykonany w technologii 3D.

### Lifting
W marcu 2023 zaprezentowała został zmodernizowana odmiana pod nazwą Xpeng P7i. Pod kątem wizualnym samochód przeszedł kosmetyczne zmiany polegające m.in. na przeniesieniu zewnętrznych radarów w klosze reflektorów, nowemu wzorowi koła kierownicy, a także przeprojektowanemu tunelowi środkowemu z miejscem na indukcyjne ładowanie dwóch telefonów. Wprowadzono jaśniejsze oświetlenie adaptacyjnych reflektorów, dodatkowe elementy wyposażenia jak m.in. wbudowane głośniki i poduszki w fotelach, a także nową generację systemu półautonomicznej jazdy. Zachowując dotychczasową gamę jednostek napędowych, Xpeng P7i zyskał większą prędkość ładowania i maksymalny zasięg do 702 kilometrów według normy CLTC.

### Sprzedaż
Debiut gotowego do produkcji Xpenga P7 rozpoczął się na wewnętrznym rynku chińskim rok po debiucie, w kwietniu 2020 roku. Dostawy pierwszych egzemplarzy dla nabywców w tym kraju odbyły się w czerwcu tego samego roku. Podobnie jak crossover G3, Xpeng P7 trafił do sprzedaż także poza rodzimym rynkiem chińskim – na przełomie 2020 i 2021 roku producent rozpoczął sprzedaż w Norwegii, największym rynku dla samochodów elektrycznych w Europie, w zapowiadając wówszas poszerzenie obecności rynkowej także i inne kraje na tym kontynencie. Grono to poszerzyła w pierwszym kwartale 2022 Holandia. W lutym 2023 przedstawiony został z kolei Xpeng P7 w specyfikacji na inne rynki zachodnioeuropejskie, jak m.in. Dania i Szwecja.

### Dane techniczne
Napęd elektryczny w Xpengu P7 tworzy bateria o pojemności 81 kWh, która pozwala pojazdowi osiągnąć moc 425 KM i 4,3 sekundy do 100 km/h. Według chińskiej procedury pomiaru zasięgu NEDC, samochód na jednym ładowaniu jest w stanie przejechać 700 kilometrów, jednak według europejskich źródeł realnie wartość ta wynosi ok. 610 kilometrów uwzględniając kryteria tutejszej metody WLTP.

## Druga generacja

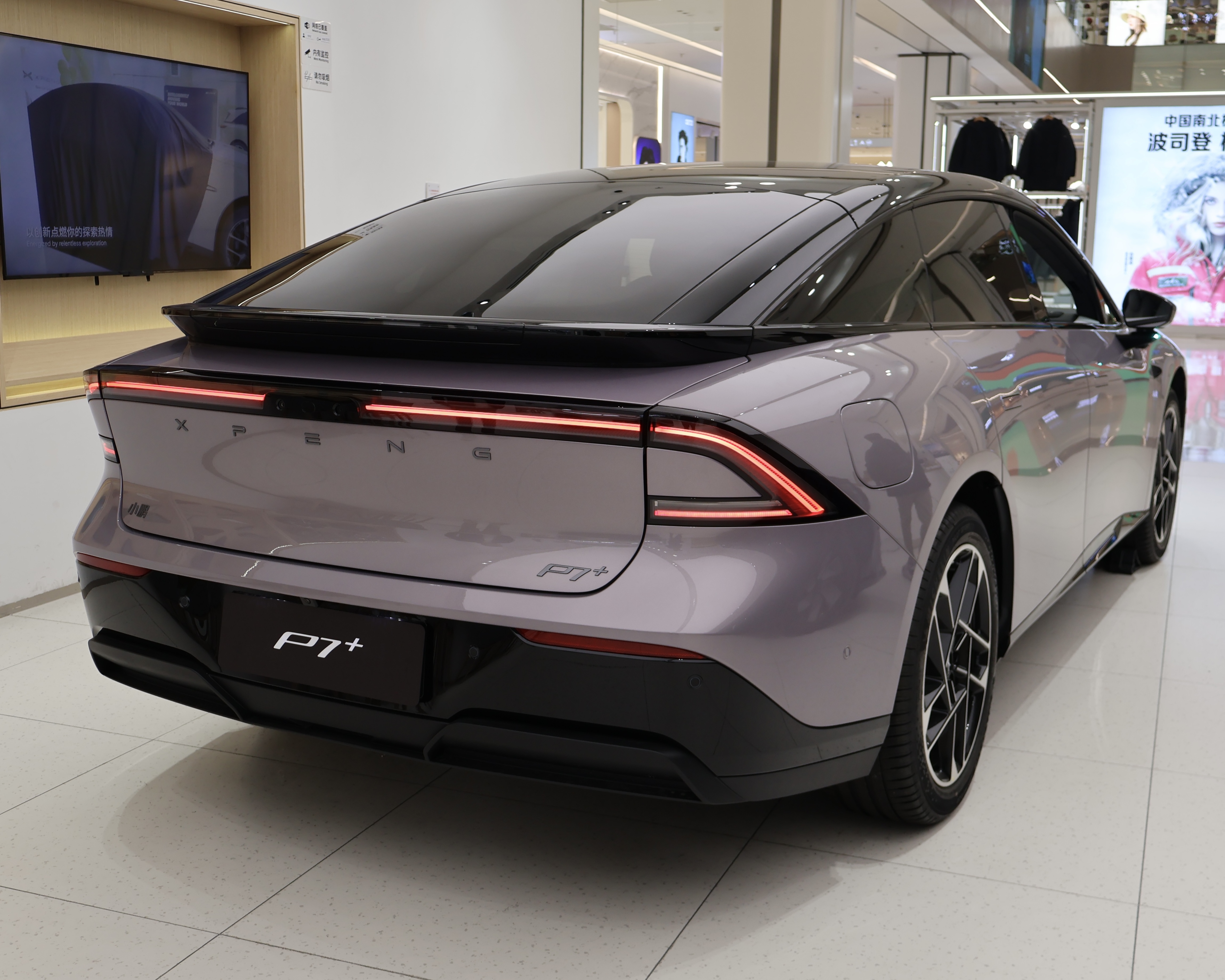
Xpeng P7+ - tył

Xpeng P7+ został zaprezentowany po raz pierwszy w 2024 roku.
Ponad 5 lat po premierze pierwszego Xpenga P7, chińska firma kompleksowo zmodyfikowała koncepcję swojego flagowego modelu. Druga generacja, która zyskała sufiks "+" w nazwie, zyskała wyraźnie dłuższe, ponad 5,05-metrowe nadwozie, a także smuklejsze proporcje rozwijające stosowane już w poprzedniku rozwiązania stylistyczne. Bardziej szpiczasty pas przedni zyskał podwójne reflektory współtworzone przez listwę świetlną, a łagodnie opadającą linię dachu, pomimo 4-drzwiowego nadwozia typu sedan, upodobniono do fastbacków. Takie proporcje pozwoliły producentowi na optymalizację właściwości aerodynamicznych, ze współczynnikiem 0,206 Cd.
Kabina pasażerska, doświetlona przez całkowicie przeszklony dach, zyskała panele wykończone kontrastującą, białą skórą, a także charakterystyczne dwuramienne koło kierownicy i wysoko poprowadzony tunel środkowy z dwiema tackami do indukcyjnego ładowania smartfonów. Fotele wyposażono w funkcję wentylacji, masażu, a także elektrycznej regulacji. Xpeng Motors podczas premiery promował P7+ jako "pierwszy samochód zbudowany w oparciu o sztuczną inteligencję", w którą wyposażono m.in. system multimedialny sterowany z centralnie umieszczonego, 15,6-calowego dotykowego ekranu.

### Sprzedaż
Podobnie jak poprzednik, Xpeng P7+ został zbudowany zarówno z myślą o chińskim, jak i globalnych rynkach zbytu na czele z Europą Zachodnią. Przedsprzedaż dla europejskich klientów rozpoczęła się podczas światowej premiery na październikowych targach samochodowych Paris Motor Show 2024, jednak dostawy dla klientów wraz z publikacją specyfikacji i cennika przewidziano nakpierw w Chinach poczynając od listopada tego samego roku.

### Dane techniczne
Xpeng P7+ wyposażony został we w pełni elektryczny układ napędowy. Podstawowy wariant zyskał silnik o mocy 241 KM, z kolei topowy - mocniejszy, 308-konny. Każdy model wyposażono w akumulator typu LFP, z czego podstawowy przy pojemności 60,7 kWh ma umożliwiać przejechanie do 620 kilometrów w chińskim trybie pomiarowym CLTC. Większy, o pojemności 76,3 kWh, pozwalać ma na maksymalny zasięg wynoszący do 710 kilometrów CLTC.